# Wróblewo (Płońsk)
Pour les articles homonymes, voir Wróblewo.
Wróblewo (prononciation : [vruˈblɛvɔ]) est un village polonais de la gmina de Naruszewo dans le powiat de Płońsk de la voïvodie de Mazovie dans le centre-est de la Pologne.
Il se situe à environ 4 kilomètres au nord-ouest de Naruszewo (siège de la gmina), 11 kilomètres au sud-ouest de Płońsk (siège du powiat) et à 60 kilomètres au nord-ouest de Varsovie (capitale de la Pologne).

## Histoire
De 1975 à 1998, le village appartenait administrativement à la voïvodie de Ciechanów.